# 山麓バイパス
山麓バイパス（さんろくバイパス）は、兵庫県神戸市中央区雲井通から同市北区山田町下谷上に至る延長7.9 kmの有料道路である。「西神戸有料道路」の二期事業として位置付けられて建設された。道路法上の道路名は神戸市道生田川鵯線（いくたがわひよどりせん）。
道路の管理は神戸市道路公社が行っている。

## 概要
神戸市中心部から六甲山地の山中を東西に抜ける道路。神戸市道夢野白川線（旧・西神戸有料道路）、同白川伊川谷線、同西神中央線と一体となって、市中心部の三宮付近と北西部の西神ニュータウンを結ぶ幹線道路となっている。
道路は東側（三宮側）の国道2号入口/生田川出口から中間の天王谷IC付近までが片側2車線、西側（西神ニュータウン側）の天王谷ICから雲雀ヶ丘出入口までは片側1車線の対面通行になっている。制限速度は天王谷ICより東側では60 km/h、西側では50 km/h。
自動車専用道路ではない（標識は青色）が、50 cc以下の原動機付自転車（原付）、自転車を含む軽車両、歩行者の通行は禁止されている。原付は、雲雀ヶ丘出入口で神戸市道夢野白川線を通行するよう案内されている。

### 東側（国道2号/生田川～天王谷）
国道2号入口/生田川出口から天王谷ICの区間は片側2車線で、東行きが「布引トンネル」・西行きが「第2布引トンネル」というそれぞれのトンネルがほとんどを占めている。このうち東行きは新神戸駅前の新神戸オリエンタルシティと一体化した「三宮出口」とその少し先の生田川沿いにある「生田川出口」でトンネルが終了し一般道と接続するのに対し、西行きは国道2号入口からしばらく阪神高速32号新神戸トンネルと路線を共有し、新神戸トンネルに入ってすぐのトンネル内の布引JCT（布引公園直下）で第2布引トンネルと分岐する。
もともとは布引トンネル1本で片側1車線の対面通行を行なっていたが、1992年（平成4年）に第2布引トンネルを新たに建設。従来の布引トンネルを東行きに、第2布引トンネルを西行きにすることで片側2車線になった。
布引トンネル（東行き）の出口で渋滞が発生していることから、混雑緩和とネットワークの拡充を目的として、2023年から山麓バイパス東行きから新神戸トンネル北行きに接続する計画について調査が行われる予定である。

### 西側（天王谷～雲雀ヶ丘）
天王谷ICは国道428号と接続しており、布引トンネル方向と国道の箕谷方向（北側）との間でのみ乗り降りができるハーフインターチェンジになっている。また、ここには本線料金所があり料金を徴収する。
天王谷ICからは片側1車線となる。この区間もトンネルが多いが、ところどころに開口部がある。道路はひよどりごえ森林公園内にある雲雀ヶ丘出入口で下方から登ってくる旧西神戸有料道路（現・神戸市道夢野白川線）と合流し、山麓バイパスとしては終了する。

### 西神戸有料道路無料開放以前
かつては西神戸有料道路の一部として一体的に運営されており、雲雀ヶ丘出入口より少し西にある鵯料金所でも料金を徴収していた。しかし2008年（平成20年）10月1日西神戸有料道路が無料開放された際に天王谷料金所の料金が変更され、同時にETCの利用ができるようになった。

## 沿革
- 1984年（昭和59年）11月2日：布引 - 雲雀ヶ丘出入口間開通。
- 1992年（平成4年）11月17日：増設した第2布引トンネルを西行きとして布引 - 天王谷IC間を4車線化。
- 2006年（平成18年）3月30日 : 新神戸トンネルの南伸に伴い、西行きの国道2号出入口 - 二宮入口間開通。
- 2008年（平成20年）10月1日：西神戸有料道路の無料開放に伴い、天王谷料金所の料金が変更され、ETCの利用が可能になる。
- 2012年（平成24年）10月1日 : 新神戸トンネルの管理・運営主体を、神戸市道路公社から阪神高速道路株式会社に移管する

（出典）

## 山麓バイパスを経由する路線バス
- 神戸市営バス66系統（落合営業所：神姫バス委託）三宮貿易センター - しあわせの村
- 神姫バス 恵比須快速線（阪神高速7号北神戸線が通行止のとき迂回路として使用）
- 神姫バス西神営業所（西神営業所からポートアイランドへの回送時に使用）

阪神高速道路3号神戸線の渋滞時は、山陽バスの垂水 - 三宮・神戸空港線、三宮 - 淡路島・徳島方面、神姫バスのポーアイキャンパス線などの高速バスが迂回ルートとして利用している。また阿波エクスプレス神戸号(西日本JRバス、本四海峡バス、JR四国バス)も3号神戸線の渋滞時は山麓バイパスを経由している。大阪号は7号北神戸線→新神戸トンネル経由となる。

## インターチェンジなど

### 雲雀ヶ丘方面
- 国道2号入口（国道2号、阪神高速3号神戸線生田川出入口）
- 二宮入口（神戸市道生田川右岸線、同山手幹線）
- 布引JCT[4]（新神戸駅付近）（阪神高速32号新神戸トンネル）
- 天王谷IC/天王谷料金所（国道428号） - 出口のみ
- 雲雀ヶ丘出口（神戸市道夢野白川線）

### 生田川方面
- 雲雀ヶ丘入口（神戸市道夢野白川線）
- 鵯入口（神戸市道長田箕谷線）
- 天王谷IC/天王谷料金所（国道428号）- 入口のみ
- 三宮出口（兵庫県道30号新神戸停車場線（フラワーロード））
- 生田川出口（神戸市道神若線（国体道路））